# Christian Feldbinder
Christian Feldbinder (* 26. Oktober 1971) ist ein ehemaliger deutscher Handballspieler.
Ab 1985 spielte Feldbinder bei Empor Rostock, nach dem Ende der Deutschen Demokratischen Republik trat der Rückraumspieler mit der Mannschaft in der Bundesliga an. Aufgrund der wirtschaftlich angespannten Lage des Vereins galt Feldbinder, der bereits in jungen Jahren starke Leistungen für die Rostocker erbrachte, 1991 als Kandidat für einen Verkauf, um Geld in die Vereinskasse zu spülen. Er blieb in Rostock, mit 209 Bundesliga-Toren setzte sich Feldbinder in der ewigen Bestenliste des HC Empor an die Spitze und spielte für den Verein nach dem Abstieg auch in der 2. Bundesliga. Er bestritt mehrere Länderspiele für die deutsche Nationalmannschaft.